# Chapalichthys
Chapalichthys és un gènere de peixos pertanyent a la família dels goodèids.

## Distribució geogràfica
Es troba a Mèxic.

## Taxonomia
- Chapalichthys encaustus (Jordan & Snyder, 1899)[3]
- Chapalichthys pardalis (Álvarez, 1963)[4]
- Chapalichthys peraticus (Álvarez, 1963)[5][6][7][8][9][10][11]